# Açude Gameleira
Açude Gameleira é um açude brasileiro no estado do Ceará, localizado nas fronteiras dos municípios de Itapipoca, Trairi e Tururu.
Foi construído sobre o leito do rio Mundaú, tendo a capacidade de armazenamento 52,642 milhões de m³.
Sua capacidade será de 52.600.000m³.